# Bánh xốp Giáng Sinh
Bánh xốp Giáng Sinh (tiếng Ba Lan: opłatek, số nhiều opłatki; tiếng Litva: kalėdaitis, số nhiều kalėdaičiai) là một truyền thống Giáng Sinh Kitô giáo Trung Âu, là món ăn truyền thống tại Ba Lan, Litva, Latvia, một số vùng của Slovakia thời Wigilia.
Bánh xốp ủ không men được nướng từ hỗn hợp bột mì và nước tinh khiết, thường có dạng hình chữ nhật  và rất mỏng. Đây là Thánh lễ trong Giáo hội Công giáo La Mã. Bánh xốp của Opłatki được trang chí chạm nổi với các hình ảnh tôn giáo liên quan đến Giáng Sinh, chẳng hạn như ảnh Đức Trinh Nữ Maria với em bé Giê-su, Ngôi sao Bê-lem,...

## Nghi thức
Trước khi bày bữa ăn đêm vòng Giáng Sinh, gia đình quây quần bên bàn ăn. Thành viên lớn tuổi nhất cầm một cái bánh xốp cỡ lớn, bẻ chia cho mọi người để bắt đầu nghi lễ. mỗi thành viên trong gia đình thầm ước cho mọi thành viên khác trong gia đình và ăn một miếng bánh xốp.

## Tầm quan trọng trong văn hóa

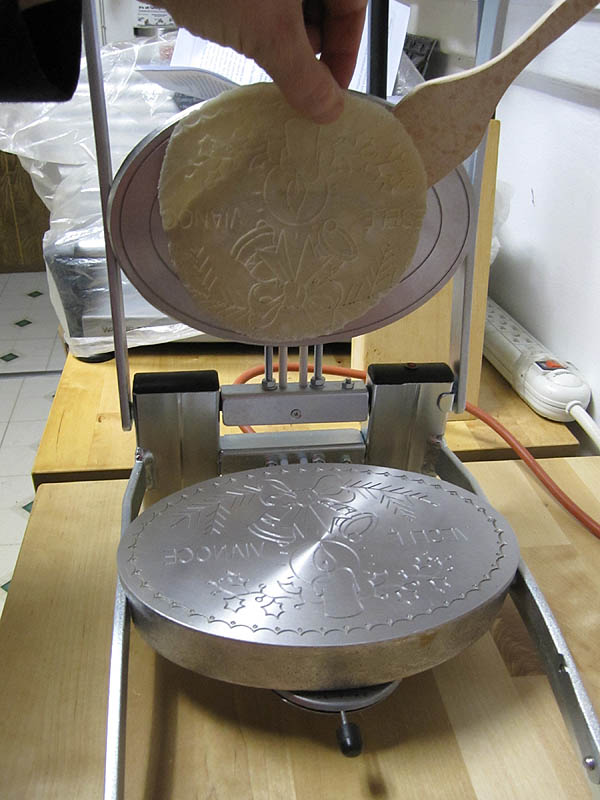
Máy làm bánh xốp

Việc bẻ bánh xốp Giáng Sinh là một phong tục bắt nguồn ở Ba Lan vào thế kỷ 10 và được thực hiện bởi những người gốc Ba Lan trên khắp thế giới. Đây là nghi lễ cổ xưa nhất và rất được yêu thích trong truyền thống Ba Lan.
Ở Ba Lan và một số vùng ở Trung Âu, những chiếc bánh Giáng Sinh này được nhuộm và sử dụng làm đồ trang trí. Có thể gửi cùng với thiệp chúc mừng cho những người thân yêu đang ở xa nhà.

Bánh xốp Giáng Sinh tượng trưng cho sự đoàn kết gia đình, mà nhiều người coi là trụ cột chính của xã hội.

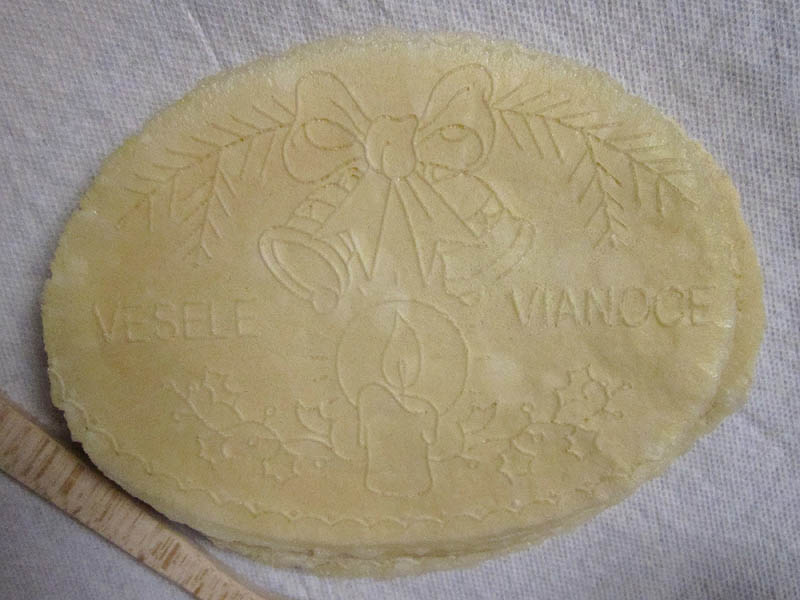
"Veselé Vianoce" (Giáng Sinh vui vẻ)